# Смежный мост
Сме́жный мост — автодорожный металлический балочный мост через Крюков канал в Адмиралтейском районе Санкт-Петербурга, соединяет Спасский и Покровский острова. Объект культурного наследия России регионального значения.

## Расположение
Расположен по нечётной (северной) набережной Фонтанки между домами 141 и 143, в месте слияния Фонтанки и Крюкова канала.
Выше по течению находится Старо-Никольский мост.
Ближайшая станция метрополитена (1,3 км) — «Технологический институт».

## Название
Название моста известно с 1820 года и связано с характером его расположения (соединяет набережную Фонтанки через Крюков канал). В XIX веке существовали наименования Никольский Набережный мост (1821—1822) и Соединительный мост (1849—1875), так как мост соединял Спасскую и Коломенскую части.

## История
Построен в 1782—1787 годах по типовому проекту для мостов Крюкова канала: трёхпролётный деревянный мост на опорах из бутовой кладки, облицованных гранитом, центральный пролёт разводной, боковые — балочные. Автор проекта неизвестен.
В 1800—1810 годах разводное пролётное строение было заменено деревянным балочным. В 1867 году произведён капитальный ремонт пролётного строения. В 1888 году деревянные пролётные строения заменены на металлические, опоры переложены. Для этого часть Крюкова канала вместе с мостом была отделена двумя поперечными перемычками, вода откачивалась и работы велись в сухом котловане. На время ремонта моста был устроен временный мост. В 1940 году пролётное строение моста было усилено путём приварки горизонтальных металлических листов к верхним и нижним полкам двутавровых балок прогонов. При этом разрезная трёхпролётная система верхнего строения и общий внешний вид моста были сохранены.
В 1964 году мост перестроен по проекту инженера Е. Е. Розенфельда для прокладки теплофикационных труб. Пролёты моста были перекрыты высокими металлическими балками, что привело к искажению исторического облика моста и нарушению архитектурного единства с прилегающими участками набережных.
В 1980 году выполнен капитальный ремонт, в ходе которого железобетонный поребрик заменили на гранитный, окрашены металлические пролётные строения и перильные ограждения, частично заменена гидроизоляция. В 2013 году силами ГУП «Мостотрест» отреставрировано перильное ограждение.

## Конструкция
Мост трёхпролётный металлический, балочный. Пролётное строение состоит из стальных двутавровых балок. Под плитой проезжей части уложены трубы теплопровода. Промежуточные опоры бутовой кладки с массивной гранитной облицовкой. Устои бетонные на свайном основании из деревянных свай, с массивной гранитной облицовкой. Общая длина моста составляет 24,1 м, ширина моста — 15,4 м.
Мост предназначен для движения автотранспорта и пешеходов. Проезжая часть моста включает в себя 3 полосы для движения автотранспорта. Покрытие проезжей части и тротуаров — асфальтобетон. Тротуары отделены от проезжей части высоким гранитным поребриком. Перильное ограждение металлическое, простого рисунка, на устоях завершается гранитными парапетами. Для перехода с тротуаров моста на уровень набережных устроены лестничные сходы.